# グラン・ステージ
『グラン・ステージ』（Grand Stage）とは、éterire制作のドラマCDである。
歌劇団を舞台に、歌と芝居を描く物語で、女性声優出演のドラマ・キャラクターCD。乙女ゲー風だが、登場するキャラクターは全員女性である。

## 登場人物
※ 声はドラマ・キャラクターCD声優、演は舞台版キャスト。
陽央 あきと（ひおう あきと）
声 - 緒方恵美 / 演 - 中山咲月
国籍 / 出身地 - 日本・神奈川県
誕生日 - 6月9日
血液型 - B型
身長 - 172cm
体重 - 55kg
本作の主人公。グランステージが運営する歌劇学校出身の男役スター。自由で豪快な性格で、人見知りをしない。一度決めたことは信じて貫く、意志の強いリーダータイプ。
昴 涼夜（すばる りょうや）
声 - 豊口めぐみ / 演 - 小森未彩
国籍 / 出身地 - 日本・東京都
誕生日 - 2月20日
血液型 - A型
身長 - 175cm
体重 - 53kg
もう1人の主人公。歌舞伎に生まれ育ち、外部から入団したエリートな男役スター。冷静沈着で毅然とした完璧主義者。他人と関わることを好まず、影のある役を得意としている。
風宮 絵琉（かざみや える）
声 - 井上麻里奈 / 演 - 谷川愛梨（NMB48）
国籍 / 出身地 - アメリカ・ニューヨーク
誕生日 - 3月3日
血液型 - B型
身長 - 170cm
体重 - 48kg
団長にスカウトされてグランステージへやってきた帰国子女。自信家で、自分の見せ方を熟知している小悪魔タイプの男役スター。コミカルな演技や少年役を得意としているが、男らしいものや渋いものに憧れを抱いている。
美波 琥珀（みなみ こはく）
声 - 喜多村英梨 / 演 - ルウト
国籍 / 出身地 - 日本・兵庫県
誕生日 - 12月24日
血液型 - AB型
身長 - 173cm
体重 - 52kg
歌劇学校の後輩で、男役候補生。何でもそつなくこなしてしまう天才肌。聴者と友人である奔放な姉を、常に気にかけている。感情の表現が乏しいが、素直で純粋な性格。
蘇皇 唯（すおう ゆい）
声 - 斎賀みつき / 演 - 悠斗イリヤ
国籍 / 出身地 - 日本・北海道
誕生日 - 1月1日
血液型 - O型
身長 - 170cm
体重 - 54kg
優しい王子様タイプの男役スター、女性に対して過保護。最も輝いた男役スターに与えられる称号『赤薔薇の君』の座を入団以来守り続けている、全団員の憧れる存在である。
美波 クレア（みなみ クレア）
声 - 喜多村英梨
国籍 / 出身地 - 日本・兵庫県
誕生日 - 11月3日
血液型 - AB型
身長 - 157cm
体重 - 40kg
歌劇学校の同期で、娘役。琥珀の姉で、妹を溺愛している。可愛いものが好きで、人を着せ替えるのが趣味。常識外れだが、実は人情味に溢れている。

## 用語
Grand Stage（グランステージ）
女性のみで構成される歌劇団。

## スタッフ
- 企画、制作：éterire
- イラスト：駒城ミチヲ
- シナリオ：長岡マキ子
- 音楽制作：株式会社イマジン

## キャラクターCD
1. 第1幕「陽央あきと」（2015年1月30日発売）
2. 第2幕「昴涼夜」（2015年2月27日発売）
3. 第3幕「風宮絵琉」（2015年3月27日発売）

## 舞台
『Grand Stage』（グラン ステージ）のタイトルで、2016年10月に赤坂RED/THEATERで上演。脚本は長岡マキ子、脚色・演出は井上テテが担当。